# Sant Miquel de Coma Roure
Sant Miquel de Coma Roure és una església de Beuda (Garrotxa) inclosa a l'Inventari del Patrimoni Arquitectònic de Catalunya.

## Descripció
Aquesta església està situada dalt de la muntanya del mateix nom, en un dels darrers contraforts de la Serra del Malveí. És una senzilla construcció d'una sola nau i absis semicircular; la porta és allindada i està orientada a migdia. El campanar, damunt del frontispici, és de cadireta d'una sola obertura.

## Història
Sant Miquel de Coma-de-Roure, dotada en el segle XVII-XVIII i bastida probablement a sobre d'una d'anterior, esmentada del segle xiii amb el nom de Sant Miquel de Sarrugada.